# Lawrence Whitney
Lawrence Atwood « Larry » Whitney (né le 2 février 1891 à Millbury et décédé le 24 avril 1941 à Boston) est un athlète américain spécialiste du lancer du poids. Affilié à la Boston Athletic Association, il mesurait 1,80 m pour 86 kg.

## Biographie

### Palmarès
| Date | Compétition           | Lieu      | Résultat | Épreuve | Performance |
| ---- | --------------------- | --------- | -------- | ------- | ----------- |
| 1912 | Jeux olympiques d'été | Stockholm | 3e       | 1 main  | 13,93 m     |
| 1912 | Jeux olympiques d'été | Stockholm | 4e       | 2 mains | 24,09 m     |

### Records
| Épreuve          | Performance | Lieu | Date |
| ---------------- | ----------- | ---- | ---- |
| Lancer du poids  | 14,64 m     |      | 1914 |
| Lancer du disque | 14,42 m     |      | 1913 |